# Tour de Tochigi
El Tour de Tochigi es una carrera ciclista por etapas que se disputa en la Prefectura de Tochigi, Japón. Su primera edición se disputó en 2017 formando parte del UCI Asia Tour dentro de la categoría 2.2 (última categoría del profesionalismo).
La primera edición fue ganada por el australiano Benjamin Hill.

## Palmarés
| Año  | Ganador        | Segundo        | Tercero         |           |
| ---- | -------------- | -------------- | --------------- | --------- |
| 2017 | Ben Hill       | Jai Crawford   | Yuzuru Suzuki   |           |
| 2018 | Michael Potter | Raymond Kreder | Nariyuki Masuda |           |
| 2019 | Raymond Kreder | Orluis Aular   | Benjamin Dyball |           |
| 2020 | cancelada      | cancelada      | cancelada       | cancelada |

## Palmarés por países
| País         | Victorias |
| ------------ | --------- |
| Australia    | 2         |
| Países Bajos | 1         |